# Kopalnia soli Bochnia
Kopalnia Soli Bochnia – nieczynna wydobywczo kopalnia soli w Bochni, w Polsce, w której eksploatację prowadzono od 1251 do 1990 roku. Zabytkowy obiekt jest czynny dla ruchu turystycznego i leczniczego. Jest polskim pomnikiem historii, a w 2013 roku została wpisana na listę światowego dziedzictwa UNESCO. Najstarsza kopalnia soli w Polsce .

## Historia

### Prehistoria

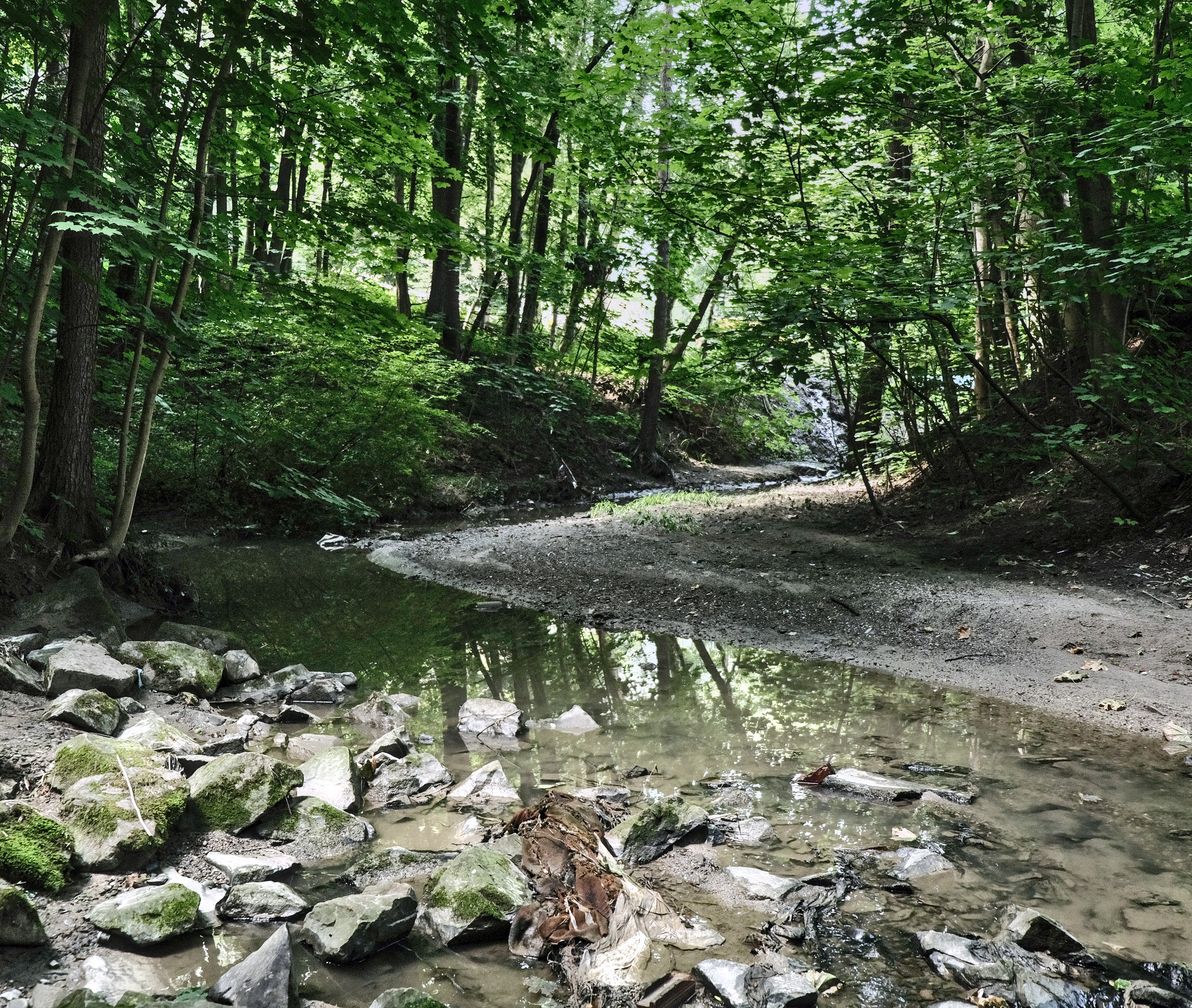
Potok Babica, przepływający przez Bochnię. Prawdopodobnie to jego nazwa była używana do identyfikacji pierwszych warzelni soli na terenie dzisiejszej Bochni

Okolice Bochni znacznie wcześniej, bo już w okresie neolitu były znane   z uzyskiwania soli przez odparowywanie wody z solanki (sól warzona). Najstarszym dokumentem opisującym produkcję soli w okolicach Bochni jest pochodząca z 1136 roku bulla papieża Innocentego II, która wspomina warzelnię soli w Babizy pod Krakowem. W materiałach źródłowych wspomina się także warzelnie soli w nieodległym Kolanowie oraz Chodenicach, obecnie dzielnicach Bochni, które działały w tamtym okresie . Podobnie, w nieodległej Łapczycy, działa niewielka warzelnia soli, a tradycje warzelnicze sięgają co najmniej tysiąca lat wstecz.

Item aput civitatem Cracovie sal archiepiscopi qui Babiza nuncupatur, tantum sue respondet ditioni.

### Początki wydobycia soli kamiennej
Odkrycie soli kamiennej należy wiązać z niewystarczającą produkcją soli warzonej w stosunku do ówczesnych potrzeb . Początki kopalni sięgają 1248 roku, kiedy to prawdopodobnie na drodze pogłębiania istniejących studni solankowych , odkryto pokłady soli kamiennej. Studnie solankowe zlokalizowane w okolicy potoku Babica stały się zalążkiem dwóch szybów Gazaris i Sutoris, w których zaczęto wydobywać sól metodami górniczymi. Wydobycie rozpoczęto w 1251 roku  . Odkrycie soli udokumentowano wpisem w roczniku kapituły krakowskiej . Jednocześnie, w dokumentach istnieją świadectwa, że przed 1251 rokiem nie wydobywano soli kamiennej ani w Bochni, ani w Wieliczce .
Bocheńska kopalnia była przedsiębiorstwem królewskim, przynoszącym olbrzymie dochody Polsce. Od XIII wieku do 1772 roku wchodziła w skład żup krakowskich. W 1368 roku Kazimierz Wielki wydał dokument zwany Statutem żupnym. Dokument ten ustanawiał zasady organizacyjne żup solnych i prawa rządzące sprzedażą soli. W tym czasie eksportowano sól na Ruś i na Węgry. W kopalni pracowało od 120 do 150 osób. W XV i XVI wieku kopalnia w Bochni (Żupa bocheńska) w ramach żup krakowskich, a więc wraz z kopalnią soli w Wieliczce, rozwinęła się znacznie – zatrudniając około 500 kopaczy (górników) w roku 1518. Powstały też nowe szyby: Regis, Bochneris, Campi. W XVI i XVII wieku kopalnia składała się z dwóch części: Stare Góry – najstarszej (wschodniej) i praktycznie wyeksploatowanej części kopalni z szybami Floris, Sutoris i Gazaris oraz części zachodniej Nowe Góry z szybami Regis, Bochneris i Campi. Głębokość kopalni w tym czasie osiągnęła około 300 metrów.

### Techniki wydobywania soli
Sól kamienna wydobywana była początkowo w bezpośrednim sąsiedztwie każdego z szybów, zaś wydobycie soli prowadzono podążając za złożem solnym, tj. ułożenie złoża solnego determinowało kształt wyrobisk i chodników, a także kierunek dalszych prac wydobywczych . Komory kopalni były niepołączone, zaś system wentylacyjny był dalece niewystarczający. Ówcześni górnicy mieli poważne problemy związane z niedoborem tlenu w trakcie pracy, co powodowało ich omdlenia i upadki z drewnianych pomostów w trakcie pracy. Tego typu zdarzenia kończyły się nierzadko obrażeniami górników, którzy na ich skutek byli niezdolni do dalszej pracy. Zagrożenie zwiększało ukształtowanie złoża, które wymuszało budowanie wąskich, długich, wysokich, pionowych komór, nierzadko łączących sąsiadujące poziomy kopalni . Problemy z wentylacją rozwiązywano m.in. drewnianymi miechami oraz tzw. młynkami powietrznymi, do obsługi których zatrudniono specjalnych pracowników. Cyrkulacja powietrza była jednym z największych problemów, a zarazem czynnikiem blokującym rozwój kopalni. Dopiero późniejsze łączenie wyrobisk chodnikami oraz rozbudowa mechanizmu przewietrzania wyrobisk umożliwiła zwiększenie wydobycia. Niedobór tlenu oznaczał także ograniczenie dostępu do światła, które dostarczały kaganki łojowe . W 1357 roku w Bochni powstał szpital górniczy pod wezwaniem św. Krzyża z 12 miejscami dla górników poszkodowanych w wypadkach w kopalni . W XV wieku powstał także drugi szpital, ufundowany przez kopalnię z kolejnymi 6 miejscami . Było niepisanym prawem, że wdowy po górnikach zabitych w trakcie pracy otrzymywały dożywotnią rentę .
Urobek wydobywany był w postaci tzw. bałwanów soli, czyli dużych brył o kształcie walca, których masa dochodziła nawet do 2 ton oraz produktu niższej jakości tzw. soli kruszonej lub beczkowanej . Wewnątrz kopalni takie walce dawały się w miarę łatwy sposób toczyć lub przewozić na saniach. Rozmiar bałwana ułatwiał też kontrolę nad wydobyciem oraz minimalizował ryzyko kradzieży. Transport pionowy i poziomy odbywały się przy użyciu głównie siły ludzkich mięśni, a także przy użyciu kieratów napędzanych siłą koni. Ponadto kieraty służyły do transportu w skórzanych workach solanki, która była odparowywana w celu uzyskania czystej soli w warzelniach . Ostatni koń, Kuba, pracował w kopalni do lat 60. XX wieku. Imię to nosi obecnie kolejka pasażerska, transportująca turystów w podłużni August . Najważniejszymi narzędziami pracy górników były kilofy górnicze oraz młotki. Narzędzia te do dziś widoczne są na herbie Bochni. W 1709 roku użyto w kopalni bocheńskiej po raz pierwszy prochu strzelniczego, a przed rokiem 1743 stosowano go już do kruszenia twardszych skał i wykuwania chodników . 
W XVII wieku za przyczyną wojen i upadku gospodarczego kraju nastąpiło zahamowanie rozwoju przedsiębiorstwa.

### Okres rozbiorów
Po 1772 roku kopalnia dostała się w ręce austriackie, przez okres rozbiorów aż do 1918 roku pozostawała pod ich kontrolą. Okres ponownego rozwoju saliny nastąpił po 1785 roku, kiedy stanowisko jej naczelnika objął Dionizy Stanetti. Rozbudowa systemu wentylacji oraz nowy szybik (nazwany później Stanetti) otworzyły w 1794 roku dostęp do nowych pokładów soli, które zapewniły kopalni funkcjonowanie przez następne dziesięciolecia.

### Okres II RP i PRL
Po odzyskaniu niepodległości przez Polskę, kopalnia bocheńska zaczęła stopniowo tracić na znaczeniu na rzecz kopalni zlokalizowanych w północnych rejonach Polski, gdzie złoża były znacznie zasobniejsze i łatwiejsze do eksploatacji.
Postępująca modernizacja kopalni – zastępowanie koni maszynami parowymi i elektrycznymi, tradycyjnych narzędzi – elektrycznymi oraz materiałami wybuchowymi spowodowała wyeksploatowanie większości złoża do lat 90. XX wieku, a co za tym idzie związanej z tym nieopłacalności wydobycia nastąpiło zaniechanie produkcji na skalę przemysłową.
W 1981 roku wpisano historyczne wyrobiska do rejestru zabytków. Kopalnia stopniowo przekształciła się w obiekt turystyczny i leczniczy. Rozpoczęto planowanie likwidacji niezabytkowej części kopalni.

### Likwidacja kopalni
Kopalnia bocheńska osiągnęła głębokość 468 metrów. Dalszą eksploatację kopalni uznano za nierentowną i w 1990 roku zaprzestano wydobywania soli. Rozpoczęto podsadzanie najgłębszych, a zarazem najmłodszych wyrobisk kopalni, które nie stanowiły większej atrakcji turystycznej. Oszczędzono jedynie część zabytkową z zamiarem wyeksponowania jej do celów turystycznych. Zachowano istniejące szyby – Sutoris, Campi i Trinitatis. Wcześniej, w latach 1960–1970 zlikwidowano historyczne szyby Floris i Regis.
W 1990 roku zakończono przemysłowe wydobycie soli w kopalni. Pośród wielu zabytkowych urządzeń kopalni funkcjonuje sprawny i okazjonalnie uruchamiany mechanizm napędowy wind w szybach napędzany maszyną parową. Jest to unikatowy w Europie czynny zabytek techniki. 6 października 2000 roku obiekt został wpisany na listę pomników historii. 23 czerwca 2013 kopalnia została wpisana na Listę Światowego Dziedzictwa Kulturowego i Przyrodniczego Ludzkości UNESCO.
Współcześnie kopalnia nie prowadzi wydobycia soli spożywczej. Prowadzona jest natomiast produkcja i sprzedaż soli kąpielowych.

### Przedsiębiorstwa powiązane
Do kopalni Bochnia należały także:
- otworowa kopalnia soli „Łężkowice” w Łężkowicach, działająca w latach 1968–1987[18] [12]
- kopalnia soli Siedlec-Moszczenica, oddana do użytku w 1988 roku, a następnie stopniowo likwidowana[19][20] [21] ; w jej skład wchodziły dwa szyby: w miejscowościach Siedlec i Moszczenica; w lipcu 2020 szyb w Siedlcu był już zlikwidowany, w tym czasie trwała likwidacja szybu w Moszczenicy. Obecnie oba szyby są zlikwidowane.

Kopalnia soli była także miejscem działania Uzdrowiska Kopalnia Soli Bochnia – spółki z większościowym kapitałem prywatnym, której głównym celem biznesowym było wykorzystanie potencjału kopalni w celach turystycznych, zdrowotnych, a także jako miejsca organizacji różnego rodzaju imprez. Uzdrowisko oferowało noclegi w kopalni, zabiegi lecznicze, noclegi w przyległym do szybu Sutoris hotelu oraz organizację różnego rodzaju wydarzeń w wyrobiskach kopalni. Jedną z większych zasług uzdrowiska na rzecz kopalni było zbudowanie ekspozycji multimedialnej na trasie turystycznej. W 2017 roku, głównie z powodów finansowych, dalsza działalność uzdrowiska nie była pewna. Problemy we współpracy kopalni i uzdrowiska pojawiały się jednak już wcześniej.

## Geologiczna budowa złoża
Geologia bocheńskiego złoża była aż do XIX w. w większości niezbadana . Pierwsza publikacja na ten temat pojawia się w roku 1851 w języku niemieckim, w której autor przedstawia profil geologiczny oraz określa podstawowe skały wchodzące w skład złoża bocheńskiego  .
W miejscu dzisiejszej Bochni w miocenie znajdowało się okresami odcinane od innych większych zbiorników wodnych morze – Paratetyda  , będącego częścią prehistorycznego oceanu Tetydy . Na terenie morza na skutek jego zaniku pozostały skały osadowe, w tym osady gipsu, piasku czy też soli. Bocheńskie złoże solne powstało głównie na skutek ruchów wypiętrzających Karpaty, a warstwy skał złoża są pofałdowane .
Teren dzisiejszej Bochni przecinają dwie antykliny: antyklina Bochni oraz antyklina Uzborni  . Złoża soli otaczają obie, jednak dla przemysłowego wydobycia nadaje się wyłącznie sól kamienna w obrębie antykliny Bochni . Wokół antykliny Uzborni wykształciły się sole potasowe. Złoże solne eksploatowane przez bocheńską kopalnię ma około 200 metrów szerokości, długość ok. 3,5 km oraz ma niemal pionowe ułożenie i otoczone jest od południa fliszem karpackim, a od północy warstwami chodenickimi    .

## Struktura kopalni

Przekrój kopalni równolegle do osi wschód-zachód

Poniższa ilustracja przedstawia ogólny plan kopalni soli Bochnia . Obecnie w skład kopalni wchodzi dziewięć poziomów:
| Poziom | Nazwa                            | Głębokość w metrach względem zrębu szybu Sutoris (Campi) | Zasięg do Starych Gór | Zasięg do Nowych Gór |
| ------ | -------------------------------- | -------------------------------------------------------- | --------------------- | -------------------- |
| I      | Danielowiec                      | 70 (–)                                                   | T                     | N                    |
| II     | Sobieski                         | 106 (–)                                                  | T                     | N                    |
| III    | Wernier                          | 138 (–)                                                  | T                     | N                    |
| IV     | August                           | 177 (212)                                                | T                     | T                    |
| V      | Lobkowicz                        | 197 (245)                                                | T                     | T                    |
| VI     | Sienkiewicz                      | 223 (266)                                                | T                     | T                    |
| VII    | Stanetti                         | 246 (289)                                                | T                     | T                    |
| VIII   | Podmoście                        | 261 (303)                                                | T                     | T                    |
| IX     | Gołuchowski                      | 289 (327)                                                | T                     | T                    |
| X      | Słowacki (zlikwidowany)          | – (347)                                                  | T                     | T                    |
| XI     | Piłsudski (zlikwidowany)         | – (367)                                                  | N                     | T                    |
| XII    | Wilson-Paderewski (zlikwidowany) | – (387)                                                  | N                     | T                    |
| XIII   | Kościuszko (zlikwidowany)        | – (408)                                                  | N                     | T                    |
| XIV    | Skoczylas (zlikwidowany)         | – (428)                                                  | N                     | T                    |
| XV     | – (zlikwidowany)                 | – (448)                                                  | N                     | T                    |
| XVI    | – (zlikwidowany)                 | – (468)                                                  | N                     | T                    |

Poziomy XV i XVI nie otrzymały własnych nazw. Poziomy I, II i III nie są osiągalne z szybu Campi. Poziomy X–XVI nie były osiągalne z szybu Sutoris. W literaturze funkcjonuje podwójna numeracja poziomów: względem szybu Sutoris, w której poziomem I jest poziom Danielowiec oraz względem szybu Campi, w której poziomem I jest poziom August  . W powyższym schemacie i tabeli przyjęto numerację względem szybu Sutoris.

## Działalność turystyczna
Kopalnia aktualnie oferuje trzy główne trasy turystyczne: trasę turystyczną z ekspozycją multimedialną, trasę przyrodniczą oraz wyprawę w Stare Góry. Oprócz tras turystycznych turyści mogą także wybrać rejs łodzią po zalanej komorze oraz pobyt w komorze Ważyn, w której organizowane są także zawody sportowe: turnieje judo, turnieje piłkarskie czy też maratony po zabytkowych chodnikach. Jednym z najatrakcyjniejszych miejsc w kopalni jest kaplica św. Kingi, w której co roku organizowana jest pasterka.
W latach 2017–2020 władze kopalni prowadziły starania w kierunku udostępnienia dla zwiedzających nowych wyrobisk. Plany zakładały poszerzenie częściowo zaciśniętych chodników i komór, a także stworzenie dodatkowych miejsc noclegowych. W szybie Sutoris budowane są schody w celu umożliwienia zejścia do kopalni turystów na nowo tworzoną trasę turystyczną. W otoczeniu szybu Sutoris, na poziomie Wernier prowadzone są roboty górnicze mające docelowo udostępnić te wyrobiska na rzecz ruchu turystycznego. Prace miały się zakończyć w 2020 roku, jednak z powodu opóźnień planuje się je przedłużyć do 2021 roku. Roboty zakończyły się pomyślnie i kopalnia ostatecznie uruchomiła nową trasę turystyczną „Solny Świadek” we wrześniu 2023 roku.

### Podłużnia August
Podłużnia August jest obecnie główną arterią komunikacyjną kopalni. Znajduje się na głębokości 176 metrów licząc od powierzchni przy szybie Sutoris do 212 metrów licząc od powierzchni przy szybie Campi. Łączy wszystkie istniejące szyby i rozciąga się na długości blisko 3 kilometrów na osi wschód-zachód. Jej pierwsza część zbudowana została w latach 1723–1743 według projektu Jana Gottfrieda Borlacha, którego największym osiągnięciem było uporządkowanie dróg transportowych w kopalni poprzez ich wyprostowanie i wypoziomowanie.

### Komora Ważyn
Największa komora kopalni, w skład której wchodzi boisko piłkarskie, część bankietowa, część barowa i sypialna. Do komory można dostać się szybikiem lub schodząc po schodach z poziomu August. Równolegle do schodów ułożona została zjeżdżalnia dostępna dla turystów. Komora położona jest ok. 250 metrów pod powierzchnią ziemi; łączna powierzchnia to 2500 m². Wydobycie w komorze prowadzono od 1697 roku aż do lat 50. XX wieku. W celu utworzenia sanatorium komorę powiększono przy użyciu kombajnu górniczego . Prace trwały do 1984 roku. Nazwana została na cześć podżupka Andrzeja Ważyńskiego.
W komorze panuje stała temperatura w zakresie 14–16 °C oraz wysoka wilgotność sięgająca 70%.

### Podziemna kolejka
W kopalni funkcjonuje kolejka, oparta na lokomotywie elektrycznej akumulatorowej typu Ldag 05 ciągnącej wagony przystosowane do transportu turystów. Trasa ma długość około 1000 metrów i prowadzi podłużnią August od szybu Campi aż do szybiku łączącego komorę Ważyn z poziomem August. Kolejka posiada trzy stacje: „Campi”, „Kinga” oraz „Sutoris”. Maksymalnie może przewozić do 60 pasażerów z prędkością do 2.5 m/s .
W celu uruchomienia atrakcji kopalnia musiała wykonać dodatkowe prace, aby przystosować pociąg dotychczas służący do transportu urobku do bezpiecznego przewożenia ludzi. Lista prac jest dostępna w literaturze .

### Kaplica św. Kingi
Kaplica św. Kingi jest największą spośród kaplic kopalnianych bocheńskiej kopalni. W kaplicy znajduje się ołtarz z obrazem św. Barbary, tablica pamiątkowa ofiar pożaru z 1875 roku, wykuta w soli ambona z 1922 roku, całoroczna szopka bożonarodzeniowa, a także pomniki: króla Kazimierza III Wielkiego oraz Jana Pawła II. W poprzek kaplicy ułożone są tory kolejki kopalnianej. Na stronie internetowej kopalni można znaleźć informację, że kaplica ta jest jedynym przypadkiem podziemnego kościoła na świecie, przez który przejeżdża pociąg.

### Przeprawa łodzią w komorze 81
W komorze 81, częściowo zalanej solanką, funkcjonuje przeprawa łodzią na długości ok. 120 metrów udostępniona dla turystów. Komora 81 stanowi także doskonałą ilustrację prac wydobywczych, prowadzonych w kopalni bocheńskiej, polegających na budowaniu wysokich, długich i relatywnie wąskich komór.

### Stajnia Mysiur
Stajnia powstała przed 1771 rokiem, jej zasadniczym przeznaczeniem było udostępnienie schronienia dla koni pracujących w kopalni. W wyrobisku znajdują się oryginalne kaszty, datowane na XVII wiek, a także część zachowanego oryginalnego wyposażenia stajni. Obecnie komora przystosowana jest do ruchu turystycznego, stanowi część trasy turystycznej, a kopalnia oferuje w jej wnętrzu możliwość organizacji konferencji.

## Istniejące szyby kopalni
W skład kopalni wchodzą obecnie trzy szyby: Sutoris, Campi i Trinitatis. Pozostałe szyby zostały zlikwidowane w okresie funkcjonowania kopalni, a jedynym zachowanym śladem na powierzchni są wózki kopalniane rozstawione na terenie miasta Bochni w miejscu ich istnienia. Wszystkie obecnie istniejące szyby mają elektryczne maszyny wyciągowe.

### Sutoris
Najstarszy spośród ciągle czynnych szybów kopalni, wybity w połowie XIII wieku. To właśnie w nim, na głębokości ok. 35 sążni rozpoczęto wydobycie soli kamiennej . Pierwotna głębokość szybu wynosiła ok. 60–70 metrów. W 1874 roku nad szybem zamontowano pierwszą w kopalni bocheńskiej maszynę wyciągową o napędzie parowym. Budynki nadszybia w swoim obecnym kształcie zostały zbudowane w latach 1905–1906 według projektu Ferdynanda Lieblinga. Podczas generalnego remontu w latach 1993–1995 wymieniono wieżę szybową oraz poszerzono otwór szybowy. W trakcie remontu szybu Campi w latach 90. XX wieku pełnił rolę głównego szybu dla ruchu turystycznego w kopalni. Szyb obsługiwany jest obecnie elektryczną maszyną wyciągową oraz jest zdatny do przewozu osób.

### Campi
Główny szyb wydobywczy kopalni w okresie eksploracji gór zachodnich. Zgłębiony w latach 1556–1568 przez Jana Faigla (Fajgla). W trakcie budowy szybu mierzono się z trudnościami technicznymi, związanymi z obecnością kurzawki, co spowodowało wydłużenie czasu realizacji projektu. Nazwa szybu Campi (od campus – pole), była stosowana wymiennie także z polską, Polny, na co przyczyniło się położenie szybu poza miastem. Stosowano początkowo także nazwę „szyb Fajgla” od nazwiska jego budowniczego. W 1792 roku osiągnięto głębokość 212 metrów. W 1883 roku zainstalowano wyciągową maszynę parową . W 1909 roku rozpoczęto przebudowę szybu, którą przerwało częściowe zawalenie się szybu i konieczność zwiększenia zakresu prac, zakończonych w 1912 roku . Szyb oraz przyległe budynki padły ofiarą pożaru w 1930 roku, co zagroziło likwidacją kopalni. Górnicy znacznym nakładem pracy oraz kapitału własnego zdołali odbudować szyb oraz młyn solny, co umożliwiło dalsze funkcjonowanie kopalni do 1990 roku. W budynku sąsiadującym z szybem znajduje się zachowana maszyna parowa przywieziona w 1909  i obsługująca aż do roku 1996 windę do przewozu ludzi i urobku. Maszyna, pomimo swojej sprawności została zastąpiona maszyną elektryczną i jest obecnie eksponatem udostępnionym dla zwiedzających.
Obecnie (stan na 2022 r.) szyb jest głównym szybem turystycznym kopalni, oferującym w swoim bezpośrednim otoczeniu dogodny parking dla samochodów osobowych i autobusów.
Do szybu Campi prowadziła zbudowana w 1922 roku bocznica kolejowa, zwana przez mieszkańców Bochni „Kolejką”, łącząca kopalnię ze stacją kolejową w Bochni oraz linią kolejową nr 91. Trasa bocznicy wiodła od linii kolejowej 91 przecinając obecne ulice Wodociągową oraz Karosek, a następnie idąc przez łąki w kierunku cmentarza przy ul. Orackiej skręcała w stronę szybu Campi. Na zachowanych mapach  pokazany jest przebieg bocznicy. W latach 80. XX wieku przestała być używana, obecnie po części trasy bocznicy prowadzi ścieżka rowerowa oraz chodnik. Przy ulicy Karosek znajduje się także plac zabaw dla dzieci. Wciąż jednak można odnaleźć ślady bocznicy w postaci nielicznych słupków hektometrowych. Historia „Kolejki” w Bochni jest jednak znacznie dłuższa. Poprzednikiem bocznicy kolejowej była jedna z pierwszych na ziemiach polskich powietrzna kolejka towarowa czyli salinarna kolejka linewkowa. W skład wybudowanej w 1900 r. kolejki wchodziły: stacja początkowa – w rejonie nadszybia Campi, właściwa kolejka linowa o długości 1020 m i stacja końcowa – budynek w okolicy dworca kolejowego.

### Trinitatis
Najmłodszy z czynnych do dziś szybów kopalni. Pełni wyłącznie rolę wentylacyjną. Ulokowany jest w znacznej odległości od centrum Bochni, w otoczeniu obecnie istniejących ogródków działkowych. Nazwa pochodzi od pobliskiej wsi Trinitatis.
Pierwszą próbę wybicia szybu podjęli Austriacy w XVIII wieku . Według założeń na zachód od szybu Campi miał powstać nowy szyb oraz sztolnia o długości 478 metrów. Po 4 latach prac, zarzucono dalsze prace i pozostawiono budowę nieukończoną. Głównym powodem zaniechania prac była obecność kurzawki, która spowodowała trzykrotne zawały w trakcie budowy . Powrócono jednak do planu budowy szybu i ostatecznie w 1908 roku zbudowano szyb Trinitatis, który po dziś dzień pełni rolę wentylacyjną .
W obrębie szybu istnieje przedział drabinowy oraz niewielki wyciąg, nie prowadzący jednak ruchu pasażerskiego. U wejścia do sztolni znajdują się urządzenia wentylacyjne kopalni. Przy budynku szybu zainstalowane zostały urządzenia osuszające powietrze pompowane do wnętrza kopalni.

## Ważniejsze zlikwidowane szyby

### Gazaris
Najstarszy szyb kopalni bocheńskiej , położony w południowo-wschodnim narożniku obecnego placu Gazaris, swój początek wziął ze stopniowo pogłębianej studni solankowej. Pomiędzy szybami "Gazaris" a "Sutoris" dokonano także wybicia pierwszych chodników kopalnianych .
Z racji na swoje położenie, był bezpośrednio narażony na zalewanie przez wody potoku Babicy. Ostatecznie zlikwidowany w 1842 roku.

### Regis
Szyb Regis powstał w okresie panowania dynastii Piastów – prawdopodobnie w okresie panowania króla Kazimierza III Wielkiego lub króla Władysława I Łokietka. Pierwsze źródła wspominające szyb pochodzą z 1397 roku. Szyb osiągał głębokość do 180 metrów i był jednym z istotniejszych pod względem wydobywczym w kopalni. W 1923 roku szyb przebudowano, nadając mu charakterystyczny kształt. Ostatecznie szyb zlikwidowano w 1967 roku. W miejscu szybu obecnie znajduje się niewielki skwerek z tablicą pamiątkową i wózkiem górniczym symbolizującym miejsce, w którym znajdował się szyb.

### Floris

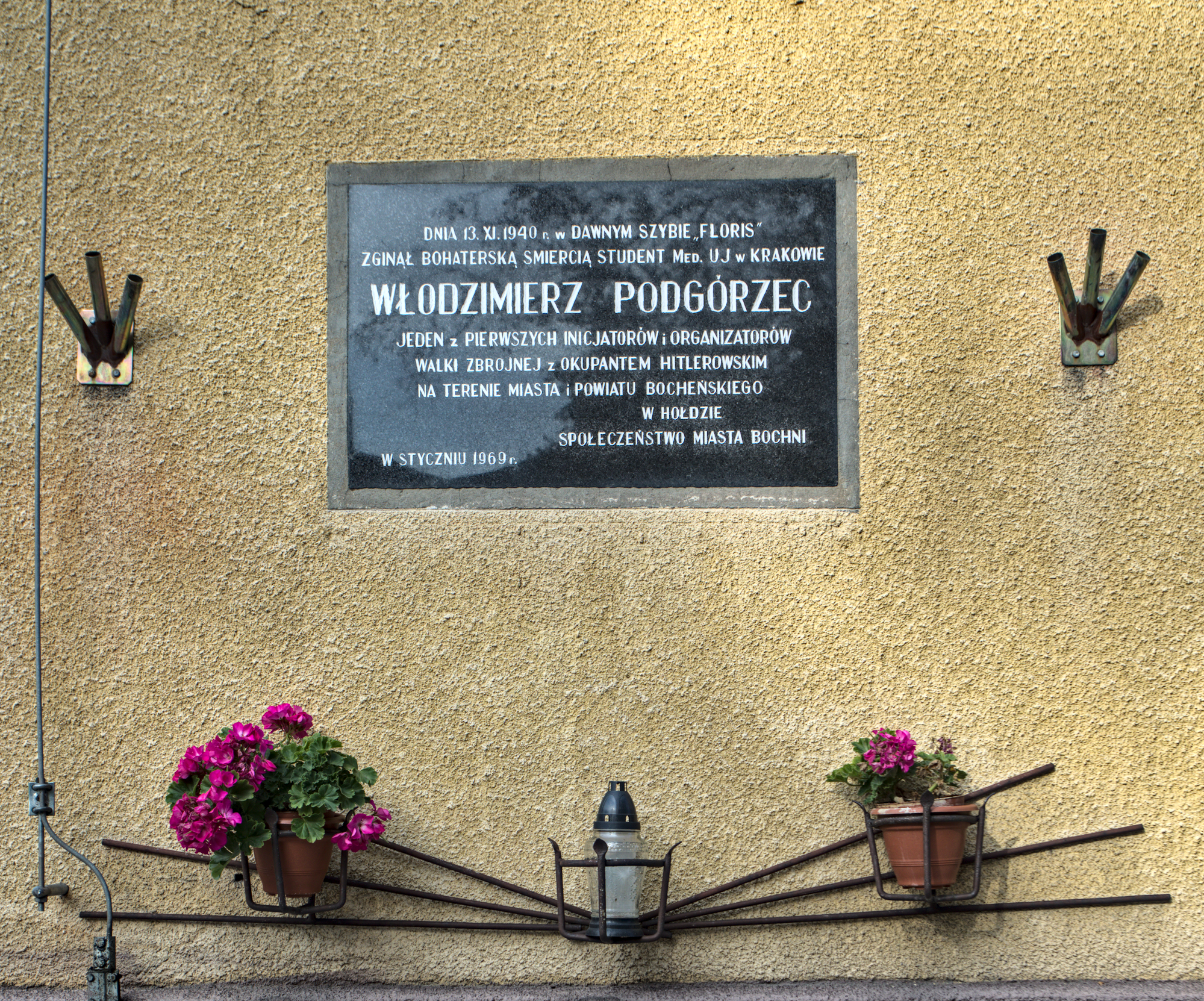
Tablica pamiątkowa umieszczona obok placu Floris ku czci Włodzimierza Podgórca

Szyb Floris (florencki) zbudowany w 1428 roku przez Antoniego z Florencji  był jednym z głównych szybów kopalni, stopniowo tracąc na znaczeniu w miarę wyczerpywania się zasobów soli w Starych Górach. Położony znacznie powyżej szybu Gazaris był od niego znacznie bezpieczniejszy pod względem zagrożeń wodnych. Szyb został przebudowany po raz pierwszy dopiero po 250 latach od wybicia, pomiędzy latami 1674 a 1685 . Na początku XVIII wieku, szyb był już zaniedbany, otwór szybu był zabity deskami, a przykryty był jedynie stożkowatym dachem pokrytym słomą .
Do końca swego istnienia w 1967 roku pełnił rolę szybu wentylacyjnego wdechowego. Obecnie szyb został zasypany, a rura szybowa jest zaciśnięta.
W 1940 roku w szybie Floris zginął Włodzimierz Podgórzec uciekający przed niemieckimi żandarmami oraz pracownikami Gestapo. Według zeznań świadka inż. Alfreda Dańca, upadek Podgórca sygnalizował łomot, a w świetle lampy mignął spadający człowiek. Podgórzec próbował przeskoczyć szyb, widząc nadchodzącą od dołu pogoń, lecz skok mu się nie udał i runął w przepaść, ginąc na miejscu. Nie jest jasne do końca, czy skok oddany został w desperackiej próbie ucieczki, czy był aktem samobójstwa w celu ocalenia innych uczestników konspiracji . Na budynku przychodni, znajdującym się w bezpośredniej bliskości miejsca lokacji szybu Floris znajduje się pamiątkowa tablica upamiętniająca to wydarzenie.

## Zagrożenia w kopalni

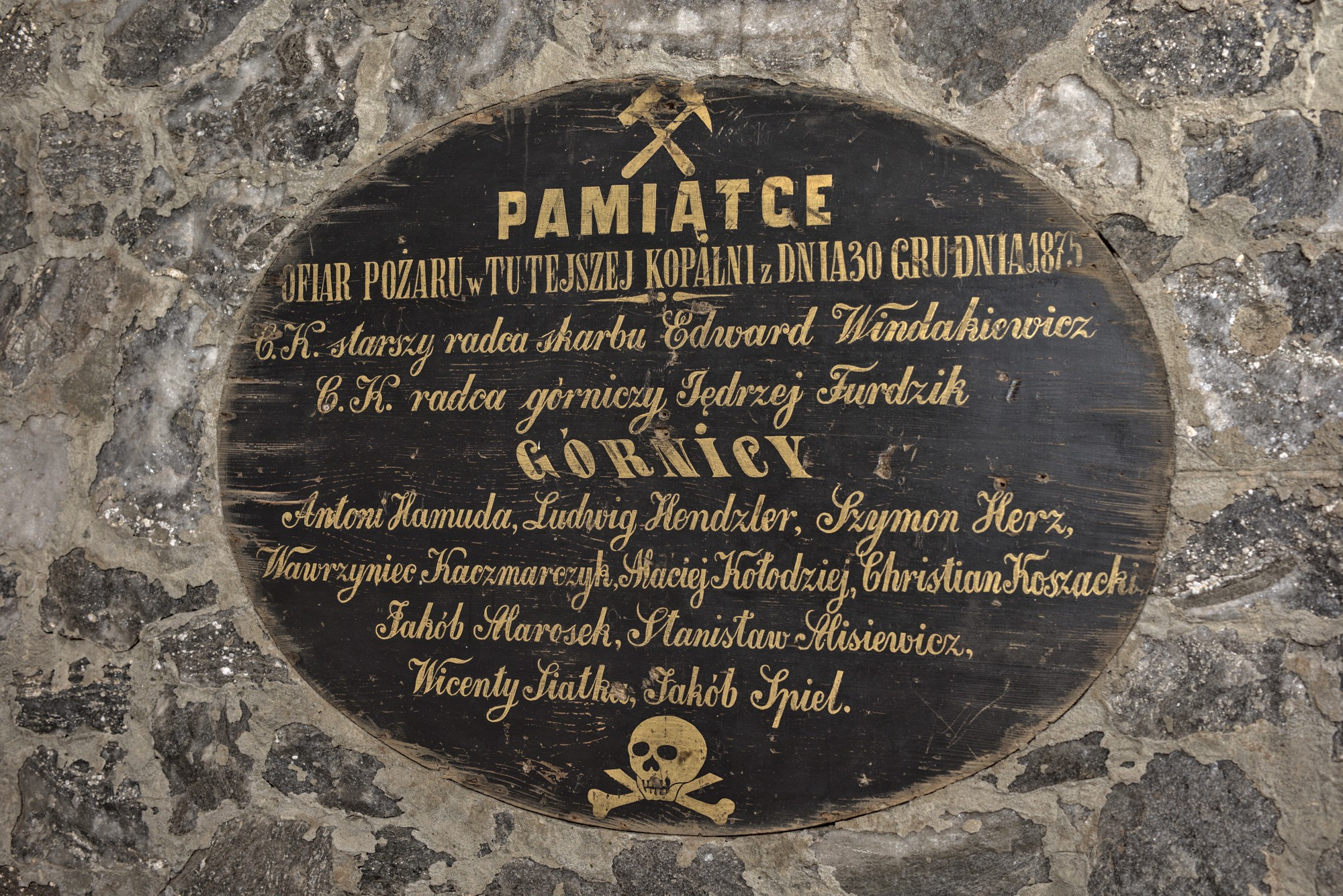
Tablica upamiętniająca pożar z 1875 roku; ofiarą pożaru padł m.in. Edward Windakiewicz

Zasadniczo w kopalniach soli występują poniższe grupy zagrożeń:
- zagrożenie wybuchem metanu[49] [50]
- zagrożenie zalaniem słodką wodą[12]
- zagrożenie pożarowe
- zagrożenie obwałami[50]

Zagrożenie metanowe swą genezę bierze z rozkładu materii organicznej pod ziemią i nie jest typowe wyłącznie dla kopalń soli. Metan gromadzi się przy suficie komór i w określonych stężeniach tworzy z tlenem mieszaninę piorunującą, co przy braku kontroli nad jego stężeniem, grozi niekontrolowanym wybuchem. Historycznie metan był wypalany przez najbardziej doświadczonych górników, którzy w mokrych ubraniach wczołgiwali się w komory zagrożone tym wybuchowym gazem i przy użyciu kaganka zawieszonego na długiej tyczce starali się zapalić metan zgromadzony pod sufitem wyrobiska. Regularne wypalanie ograniczało ryzyko wystąpienia niekontrolowanych wybuchów. Praca górników, zajmujących się wypalaniem metanu, była jedną z najbardziej niebezpiecznych w kopalni. Obecnie kopalnia w Bochni jest bezpieczna pod względem metanowym. Przyczynia się do tego brak wydobycia, efektywna wentylacja, a także regularne pomiary stężenia metanu w powietrzu. Część złoża decyzją Okręgowego Urzędu Górniczego została wydzielona z pola metanowego, pozostała zaś jest w I kategorii zagrożenia metanem .
Historia górnictwa polskiego zna jeden przypadek, gdy słodka woda zakończyła żywot kopalni soli. Mowa o katastrofie kopalni soli w Wapnie, w której 5 sierpnia 1977 roku doszło do nagłego i niekontrolowanego wycieku wody słodkiej do kopalni. Wyciek był na tyle duży, że nie udało się go opanować i kopalnia została całkowicie zalana, powodując dodatkowo duże szkody na powierzchni. W 1992 roku w kopalni soli w Wieliczce niemal doszło do podobnej sytuacji. W poprzeczni Mina doszło do wycieku znacznej ilości wody pochodzącej spoza złoża. Wyciek jednak udało się opanować . Kopalnia Soli „Solno” w Inowrocławiu także była bliska podzielenia losu kopalni z Wapna kilkukrotnie i ostatecznie została zlikwidowana właśnie ze względu na zagrożenie wodne.
Źródłem zagrożenia wodnego w kopalni bocheńskiej był głównie zlikwidowany w XIX w. szyb Gazaris, który znajdował się w bezpośredniej bliskości potoku Babica i w przypadku jego wezbrań woda nierzadko dostawała się do wnętrza kopalni . Obecnie większość wody do kopalni dostaje się z okolic szybu Sutoris, ale nie jest to ilość, która mogłaby w jakikolwiek sposób zagrozić kopalni. Zdarzają się przypadki przecieków z powierzchni ziemi. Ostatni taki przypadek był związany z remontem rynku i odkryciem pozostałości po szybie Wielkim oraz przyległym doń zbiornikiem na solankę. Wyciek do kopalni z okolic szybu Wielkiego został zatamowany w 2020 r. przez podsadzenie pustki, odkrytej w trakcie remontu bocheńskiego rynku w latach 2018-2020.
W historii kopalni wydarzyło się kilka znaczących pożarów. Pierwszy, mający miejsce w 1441 roku i opisany przez Jana Długosza, w trakcie którego płonęła obudowa szybów, a płomienie wydobywały się na powierzchnię . W 1580 roku wybuchł pożar trwający 15 tygodni, który pociągnął za sobą śmierć ponad trzydziestu górników . W 1586 roku pożar szybu Gazaris kosztował życie ok. dziesięciu osób . 
W 1747 Jan Borlach opracował pierwszą instrukcję przeciwpożarową dla kopalni .
30 grudnia 1875 roku na skutek nieostrożności maszynisty parowej maszyny w szybie Sutoris wybuchł pożar, który w krótkim czasie objął całą kopalnię. Dyrekcja kopalni podjęła decyzję o odcięciu dopływu tlenu do kopalni poprzez uszczelnienie szybów i zamknięcie wentylacji. Po ugaszeniu pożaru dyrektor Andrzej Furdzik wraz z radcą górniczym Edwardem Windakiewiczem oraz dwoma doświadczonymi górnikami, wbrew ostrzeżeniom górników, zdecydowali się podjąć inspekcję wnętrza kopalni. Zostali opuszczeni w koszu na linie w głąb szybu, gdzie według relacji ówczesnej prasy zginęli. Ciała Andrzeja Furdzika nie odnaleziono. W wyniku pożaru oraz próby inspekcji popożarowej zginęło 12 osób. Wszystkie te osoby zostały pochowane na cmentarzu przy ul. Orackiej.
19 lipca 1930 roku pożar dotknął szyb Campi i pobliskie zabudowania. Ofiarą pożaru padł młyn solny, stacja załadunkowa na końcu bocznicy kolejowej, lokomotywy oraz częściowo ucierpiał sam szyb. Nad kopalnią zawisło widmo likwidacji, które udało się odsunąć dzięki postawie pracowników, którzy dzięki grupowym przejściom na emeryturę, a także skróceniu czasu pracy i przeznaczeniu części wynagrodzenia na rzecz odbudowy zniszczonej infrastruktury. Jeszcze w listopadzie tego samego roku udało się przywrócić do działania młyn solny.
Przy kopalni działa obecnie Kopalniana Stacja Ratownictwa Górniczego, a kopalnia oferuje organizację treningów ratowniczych.